# Павловиці (Ліпський повіт)
Павловиці (пол. Pawłowice) — село в Польщі, у гміні Солець-над-Віслою Ліпського повіту Мазовецького воєводства.
Населення — 491 особа (2011).
У 1975-1998 роках село належало до Радомського воєводства.

## Демографія
Демографічна структура станом на 31 березня 2011 року:
|          | Загалом | Допрацездатний вік | Працездатний вік | Постпрацездатний вік |
| -------- | ------- | ------------------ | ---------------- | -------------------- |
| Чоловіки | 246     | 36                 | 171              | 39                   |
| Жінки    | 245     | 41                 | 133              | 71                   |
| Разом    | 491     | 77                 | 304              | 110                  |